# Un topo solitario
Un topo solitario (The Lonesome Mouse) è un film del 1943 diretto da William Hanna e Joseph Barbera. È il decimo cortometraggio animato della serie Tom & Jerry, prodotto dalla Metro-Goldwyn-Mayer e uscito negli Stati Uniti il 22 maggio 1943. È noto come il primo cortometraggio in cui i due protagonisti parlano. Fu l'ultimo cortometraggio della serie in cui gli animatori e il compositore non vennero accreditati. Il corto venne rieditato nel 1950.

## Trama
Dopo che Jerry ha rotto un vaso in testa a Tom, Mammy Due Scarpe dà a quest'ultimo la colpa e lo butta fuori di casa. Per un po' Jerry si diverte in assenza di Tom, ma presto comincia a sentirsi solo. Decide quindi di riabilitare il gatto proponendogli un piano. Tom accetta, e Jerry, rientrato in casa, inizia subito ad impaurire Mammy finché quest'ultima non chiama in aiuto Tom. I due inscenano così un lungo inseguimento dove fingono di combattere tra loro. Alla fine Tom mette sotto il tappeto un pomodoro facendo credere a Mammy che si tratti di Jerry, così la donna lo colpisce con la scopa. Tom finge di piangere la caduta del nemico, e Mammy gli dà in premio una torta. Quando Jerry si presenta per ottenere la sua parte, però, Tom lo manda via. Allora Jerry si vendica tirando un calcio a Tom e facendolo cadere di muso nella torta.

## Distribuzione

### Edizione italiana
Nel doppiaggio italiano Mammy Due Scarpe parla anche mentre Jerry la spaventa, mentre nell'edizione originale si limita a chiamare Tom alla fine della scena (i dialoghi di Mammy in tale scena sono quindi di fantasia). Inoltre il dialogo di Jerry alla fine del corto viene completamente cambiato: infatti il topo nell'edizione originale dice "Quello sporco doppiogiochista, buono a nulla, traditore...", mentre in quella italiana "Credeva di essersi liberato di me. Di Jerry la volpe!".

## Curiosità
In una scena Jerry sputa all'immagine della faccia di Tom disegnata sulla sua cuccia, dopo averci disegnato sopra con un fiammifero usato la frangia e i baffetti alla Hitler. La scena si deve probabilmente al fatto che il cartone venne realizzato nel pieno della guerra e dunque rispecchierebbe il clima antinazista di propaganda tipico delle trasposizioni cinematografiche dell'epoca.